# 王源超
王源超，中国南京农业大学教授，博士生导师，植物病理学国家重点学科负责人，中国国家大豆产业技术体系病虫害研究室主任。主要从事卵菌病害成灾机理和植物疫病控制的应用基础研究。入选长江学者特聘教授，获得国家杰出青年基金。担任中国菌物学会理事。